# Kala-je Zal
Kala-je Zal – miasto w Afganistanie, w prowincji Kunduz. W 2017 roku liczyło 20 000 mieszkańców.